# Belgacem Sabri
Belgacem Sabri, né le 28 juillet 1948 à Ben Gardane, est un médecin et homme politique tunisien.
Du 6 février 2015 au 12 janvier 2016, il est secrétaire d'État chargé de l'Émigration et de l'Intégration sociale, dans le gouvernement de Habib Essid. Son ministre de tutelle est le ministre des Affaires sociales Ahmed Ammar Younbaii.

## Biographie

### Carrière professionnelle
Originaire de Sabria, dans le gouvernorat de Kébili, Sabri est titulaire d'un doctorat de médecine générale de la faculté de médecine de Tunis. Il décroche aussi un master en administration générale et santé publique à l'université Harvard et un master en gestion (filiale de santé) à l'université de Boston.
De 1977 à 1980, il est médecin de santé publique. Il est ensuite inspecteur régional et directeur régional de la santé publique dans les gouvernorats du Nord-Ouest tunisien. De 1989 à 1991, il est directeur des études et de la planification au ministère de la Santé. Il est ensuite nommé directeur du développement des systèmes et services de santé pour le Moyen-Orient au bureau régional de l'Organisation mondiale de la santé au Caire.
Sabri exerce aussi comme expert indépendant en santé publique, planification de santé, ressources humaines et économies sanitaires auprès de plusieurs pays comme l'Irak, l'Iran, l'Algérie, le Maroc et Oman. Il est également associé à plusieurs activités de recherche liées à l'équité en santé et au droit à la santé.
Après la révolution de 2011, il fonde, avec d'autres militants de la santé publique, l'Association tunisienne pour la défense du droit à la santé. Celle-ci devient, en 2013, membre du réseau du Mouvement populaire pour la santé.

### Carrière ministérielle
Le 6 février 2015, il est nommé secrétaire d'État chargé de l'Émigration et de l'Intégration sociale, dans le gouvernement de Habib Essid. Son ministre de tutelle est le ministre des Affaires sociales Ahmed Ammar Younbaii. Il conserve ce poste jusqu'au remaniement du 12 janvier 2016, lors duquel tous les postes de secrétaires d'État sont supprimés.

## Vie privée
Belgacem Sabri est marié et père d'un enfant.

## Publications
- (en) Sameen Siddiqi, Azza Shennawy, Zafer Mirza, Nick Drager et Belgacem Sabri, « Assessing trade in health services in countries of the Eastern Mediterranean from a public health perspective », The International Journal of Health Planning and Management, vol. 25, no 3,‎ juillet-septembre 2010, p. 231-250 (DOI 10.1002/hpm.989, lire en ligne, consulté le 1er juillet 2016)
- (en) Sameen Siddiqi, Tayyeb Imran Masud et Belgacem Sabri, « Contracting but not without caution : experience with outsourcing of health services in countries of the Eastern Mediterranean Region », Bulletin de l'Organisation mondiale de la santé,‎ novembre 2006, p. 867-875 (lire en ligne, consulté le 1er juillet 2016)
- (en) Belgacem Sabri, « Thirty years of primary health care in the Eastern Mediterranean Region », Eastern Mediterranean Health Journal (en), vol. 14, no spécial,‎ 2008 (lire en ligne, consulté le 1er juillet 2016)